# 이동훈 (바둑 기사)
이동훈(李東勳, 1998년 2월 4일~)이다.

## 약력
- 2011년 프로 데뷔, olleh배 본선 진출, 제1회 KC&A배 신인왕전 준우승(대 강유택 0-2)
- 2012년 제14회 농심신라면배 대표 선발, 2012한국바둑리그 신인왕 수상
- 2013년 동아팜텍배 신인왕전 준우승(대 변상일 0-1), 제4회 인천 실내&무도 아시안게임 바둑 남자단체 금메달
- 2014년 제42기 명인전 준우승(대 박영훈 1:3)
- 2015년 제33기 KBS 바둑왕전 우승 (대 박정환 2:0), 제2회 이민배 준우승 (대 구쯔하오)
- 2016년 제21기 GS칼텍스배 우승 (대 윤찬희 3:0)
- 2019년 제20기 맥심커피배 준우승 (대 신진서 1:2)
- 2022년 제1기 우슬봉조배 한국기원선수권전 준우승 (대 박정환 0:3), 제23기 맥심커피배 준우승 (대 박정환 0:2)